# Овердрафт
Овердра́фт (англ. overdraft — перерасход) — кредитование банком расчётного счёта клиента-заёмщика для оплаты клиентом‑заёмщиком расчётных документов при недостаточности или отсутствии на расчётном счёте денежных средств. В этом случае банк списывает средства со счёта клиента в полном объёме, то есть автоматически предоставляет клиенту кредит на сумму, превышающую остаток средств.
Овердрафт отличается от обычного кредита тем, что в погашение задолженности направляются все суммы, поступающие на счёт клиента. Иногда предоставляется льготный период пользования овердрафтом, в течение которого проценты за использование кредита не начисляются. Это зависит от кредитной политики банка.
Для физических лиц трактовка описываемого понятия иная:
Овердрафт (кредит-овердрафт) — это кредит, которым может воспользоваться заёмщик, у которого появляется вре́менная потребность в денежных средствах.
Многими банками допускается овердрафт — перерасход кредитуемых средств. Пользование кредитными ресурсами осуществляется под проценты.

## История овердрафта
Первый овердрафт был выдан в 1728 году, когда Уильяму Хогу (William Hog) было разрешено взять на 1000 фунтов стерлингов (сегодня это почти 65000 фунтов стерлингов) больше, чем было на его счёте. Овердрафт был выдан банком Royal Bank of Scotland, который открылся в Эдинбурге за год до этого.

## Овердрафт для юридических лиц

### Виды овердрафта
- Овердрафт стандартный (классический).
- Овердрафт авансом — предоставляется (в основном, надёжным клиентам) с целью привлечения на расчётно-кассовое обслуживание.
- Овердрафт под инкассацию — предоставляется клиенту, обороты по кредиту расчётного счёта которого не менее чем на 75 % составляет инкассируемая денежная выручка (в том числе сданная на расчётный счёт самим клиентом).
- Овердрафт технический — предоставляется без учёта финансового состояния клиента, под оформленные на счёт заёмщика гарантированные поступления на счёт (продажа/покупка валюты на бирже, до возврата срочного депозита и другие)[1].

### Расчёт лимита овердрафтов

#### Овердрафт стандартный
Ниже приведён расчёт стандартного овердрафта, применяемого банками:
- Экспресс — требуется минимальный пакет документов

{\displaystyle L=B*P}, где
L — лимит овердрафта, 

B — среднемесячные кредитовые обороты на текущий счёт в национальной валюте за последние 2 (два) полных календарных месяца.
{\displaystyle B=(Pk1+Pk2)/2}, где
Pk1 — кредитные поступления на текущий счёт клиента за предыдущий (первый) календарный месяц, 

Pk2 — кредитные поступления на текущий счёт клиента за последний (первый) календарный месяц. 

P — % лимита овердрафта, в размере не больше 10 % (данный % устанавливается внутрибанковскими положениями) от среднемесячных кредитовых поступлений, но не больше определённой суммы в национальной валюте — для юридических лиц и физических лиц предпринимателей эта сумма может значительно колебаться.
- Стандартный

{\displaystyle L=B*P}, где
L — лимит овердрафта, 

B — минимальная из двух величин Bp и Bn:

Bp — для юридических лиц — среднемесячная величина дохода от реализации продукции (работ, услуг), скорректированная на дебиторскую задолженность за товары, работы, услуги и кредиторскую задолженность с полученных авансов. 

{\displaystyle Bp=(Dv+DTn-DTk+KTk1-KTn1)/3} — для юридических лиц, где
Dv — доход (выручка) от реализации продукции (работ, услуг) по отчёту о финансовых результатах за последний отчётный квартал, 

3 — количество месяцев в отчётном квартале, 

DTn- дебиторская задолженность за товары, работы, услуги из баланса — на начало отчётного периода, 

DTk — дебиторская задолженность за товары, работы, услуги из баланса — на конец отчётного периода. 

KTk1 — кредиторская задолженность с полученных авансов из баланса — на конец отчётного периода, 

KTn1 — кредиторская задолженность с полученных авансов из баланса — на начало отчётного периода. 

Bp — для физических лиц предпринимателей — среднемесячная выручка (доход) от реализации по налоговому отчёту за последний отчётный квартал.
{\displaystyle Bp=Dv/3} — для физических лиц предпринимателей, где
Dv — выручка (доход) от реализации по налоговому отчёту за последний отчётный квартал, 

3 — количество месяцев в отчётном квартале. 

Bn — среднемесячные чистые кредитовые поступления на текущий счёт за последние 2 (два) полные календарные месяца:
{\displaystyle Bn=(Nk1+Nk2)/2}, где
Nk1 — чистые кредитные поступления на текущий счёт клиента за предыдущий (первый) календарный месяц, 

Nk2 — чистые кредитные поступления на текущий счёт клиента за последний (первый) календарный месяц.
{\displaystyle P=Pb+Pl}, где
P — % лимита овердрафта. 

Pb — базовый % лимита овердрафта в размере не больше 25 % (данный % устанавливается внутрибанковскими положениями) от среднемесячного дохода (выручки) (Bp) или среднемесячных кредитных поступлений (Bn), 

Pl — % лимита овердрафта в зависимости от лояльности банка к клиенту, исходя из финансовых показателей клиента (зависит от срока расчётно-кассового обслуживания в банке и поступлений на текущие счета клиента).

#### Овердрафт авансом
{\displaystyle L=S(a)/3} где: 
 ML — Расчётный лимит овердрафта; 
S (а) — месячный кредитовый оборот по расчётному счету клиента за вычетом предстоящих платежей по погашению задолженности по кредитам и уплате процентов банкам-кредиторам.

#### Овердрафт под инкассацию
Представляется клиентам, удовлетворяющим требованиям банка и не менее 75 % оборотов по кредиту расчётного счёта которого составляет инкассируемая денежная выручка (в том числе сданная на расчётный счёт самим клиентом).

#### Технический овердрафт
Технический овердрафт — лимит кредитования, установленный Клиенту под оформленные в Банке платежи (продажа/ покупка валюты на Бирже или другие гарантированные поступления на счёт Клиента). Порядок расчёта и установления лимита регламентируется соответствующей инструкцией.

## Овердрафт для физических лиц
Общий срок овердрафтного соглашения обычно не превышает 6 месяцев.
Когда тратятся кредитные деньги, свободный лимит овердрафта уменьшается; когда на счёт зачисляются деньги, лимит овердрафта высвобождается и восстанавливается. Банки не требуют в обязательном порядке сразу осваивать весь лимит овердрафта и держать его занятым в течение всего месяца или года. Кредит осваивается по мере необходимости и при первой же возможности погашается. Это значительно экономит расходы на оплату процентов по кредиту-овердрафту.
Кредит-овердрафт, как правило, предоставляется физическим лицам, открывшим в банке личный банковский счёт, который привязан к дебетовой пластиковой карте или кредитной карте овердрафт. Кредитная карта овердрафт значительно упрощает порядок освоения лимита овердрафт.

### Кредитные карты овердрафт
Кредитная банковская карта овердрафт может оформляться:
- сотрудникам корпоративных клиентов банка, получающим зарплату на личный банковский счёт, привязанный к пластиковой карте:

Здесь корпоративный клиент выступает гарантом по кредиту (овердрафту) своих работников.
- вкладчикам банка:

В некоторых банках есть даже виды вкладов с одновременным оформлением кредитной карты овердрафт. Обладая таким вкладом, при появлении непредвиденной потребности в «коротких» деньгах можно не расторгать договор на депозит, а воспользоваться кратковременным банковским овердрафтом, не потеряв проценты по депозиту.

### Условия предоставления овердрафта в России
Порядок оформления овердрафта в каждом банке устанавливается свой.
Примерный перечень документов для получения кредита (овердрафта):
- заявка на кредит овердрафт;
- анкета ссудополучателя (заполняется на стандартных бланках банков);
- гражданский паспорт;
- ещё один документ, удостоверяющий личность (на выбор: заграничный паспорт, водительское удостоверение, ИНН, страховое свидетельство государственного пенсионного фонда, полис (карта) обязательного медицинского страхования);
- документ, подтверждающий наличие дохода клиента за несколько месяцев (отдельные банки такой документ не требуют).

Требования к заёмщику для предоставления кредита-овердрафт:
- наличие постоянной регистрации и проживание на территории, обслуживаемой банком;
- наличие основного места работы на территории, обслуживаемой банком;
- наличие непрерывного трудового стажа (срок устанавливается банком);
- отсутствие просроченной ссудной задолженности перед банком.

Величина кредита-овердрафт для каждого клиента рассматривается и устанавливается банками индивидуально, исходя из среднемесячной зарплаты клиента и применяемой банком методики расчёта лимита овердрафта. Отдельные банки устанавливают ограничения по максимальному лимиту овердрафта на одного заёмщика.

### Критика

#### Большие проценты
Проценты по овердрафту практически всегда больше, чем по кредитам целевым или с обеспечением, так как отсутствие обеспечения повышает риск невозвращения кредита. Обратная ситуация возможна только в рекламных целях.

#### Риск появления долга
Из-за того, что средства с банковского счёта списываются не сразу, а в течение нескольких дней, владелец банковской карты может думать, что у него на счету ещё остались деньги, и продолжать пользоваться картой, влезая в долги, по которым будут начисляться проценты.

#### Скрытое навязывание овердрафта
Существует немало случаев, когда на зарплатных дебетовых картах работников оказывалась возможность овердрафта, о которой они не догадывались и не были предупреждены, и это приводило к долгам по кредиту. Ситуация усугубляется тем, что, как правило, «доступный остаток» указывается с учётом овердрафта, и сняв все эти деньги со счёта, например, при увольнении с работы, клиент оказывается у банка в долгу, на который начинают начисляться проценты по кредиту.

#### Запрещённый (технический) овердрафт
Из-за особенностей функционирования платёжных систем может появляться возможность списания с карты клиента суммы, большей, чем разрешено банком. В случае, если таковое списание произошло, говорят, что возник запрещённый (или технический) овердрафт.
За технический овердрафт могут начисляться проценты по кредиту.
Существуют несколько возможных причин возникновения технического овердрафта.
- Колебание курсов валют. К примеру, клиент совершил покупку в валюте, отличной от валюты счёта карты. В момент проведения транзакции платёжная система пересчитала сумму покупки по текущему курсу. Спустя некоторое время, в момент окончательного расчёта с банком курс валюты сильно изменился, и сумма к списанию с карты увеличилась настолько, что превысила остаток на счету (либо кредитный лимит).

- Оффлайновые операции, по каким-либо причинам проводимые без подтверждения покупки банком. В этом случае клиенту продадут товар (либо окажут услугу), даже если на счету недостаточно средств.

- Операции с кредитными картами при наличии текущих неподтверждённых операций (со статусом HOLD) по карте. Как правило, при расчёте доступного лимита по кредитной карте банк не учитывает сумму текущих неподтверждённых операций. Овердрафт происходит в случае, если списание сумм с ранее неподтверждённых операций произошло после того, как клиент исчерпал доступный ему кредитный лимит.

- Пополнение карты со счёта другого банка с последующим снятием всех средств с пополняемой карты. Задолженность возникает из-за того, что для клиента деньги становятся доступны сразу, а для банка — нет[5].

- Техническая ошибка автоматизированной системы банка, например, двойное списание одной и той же суммы с карты. В случае, если остаток на карте меньше суммы ошибочной операции, возникает овердрафт. Банк после обнаружения ошибки осуществляет возврат средств на карту, и овердрафт закрывается. Другой возможный вариант — двойное зачисление одной и той же суммы на карту. В этом случае, если клиент использует денежные средства, а затем банк осуществляет списание с карты ошибочно зачисленной суммы, может возникнуть ситуация, когда остаток на карте будет меньше суммы ошибочной операции, и, соответственно, также образуется овердрафт.